# Силва (Северна Каролина)
Силва (енгл. Sylva) град је у америчкој савезној држави Северна Каролина.

## Демографија
По попису из 2010. године број становника је 2.588, што је 153 (6,3%) становника више него 2000. године.
| Група             | 2000.         | 2010.         |
| Белци             | 2.136 (87,7%) | 2.136 (82,5%) |
| Афроамериканци    | 114 (4,7%)    | 71 (2,7%)     |
| Азијати           | 32 (1,3%)     | 46 (1,8%)     |
| Хиспаноамериканци | 61 (2,5%)     | 234 (9,0%)    |
| Укупно            | 2.435         | 2.588         |